# Багате (Пологівський район)
Бага́те — село в Україні, у Пологівському районі Запорізької області. Населення становить 339 осіб. До 2018 орган місцевого самоврядування — Інженерненська сільська рада.
Село постраждало внаслідок геноциду українського народу, проведеного урядом СССР, зокрема через терор Голодоморами - 1932-1933 та 1946-1947 рр.

## Географія
Село Багате знаходиться на правому березі річки Кінська, вище за течією на відстані 0,5 км розташоване село Українське, нижче за течією на відстані 1 км розташоване село Лугівське, на протилежному березі - село Новокарлівка.

## Історія
- 1913 - дата заснування.
- 12 червня 2020 року, відповідно до розпорядження Кабінету Міністрів України № 713-р «Про визначення адміністративних центрів та затвердження територій територіальних громад Запорізької області», увійшло до складу Пологівської міської громади[1].
- 19 липня 2020 року, в результаті адміністративно-територіальної реформи та ліквідації  Пологівського(1923-2020) району увійшло до складу новоутвореного Пологівського району[2].

## Населення

### Мова
Розподіл населення за рідною мовою за даними перепису 2001 року:
| Мова       | Кількість | Відсоток |
| ---------- | --------- | -------- |
| українська | 309       | 91.15%   |
| російська  | 27        | 7.97%    |
| білоруська | 3         | 0.88%    |
| Усього     | 339       | 100%     |